# Championnats d'Amérique du Nord, d'Amérique centrale et des Caraïbes de course en montagne et trail
Les championnats d'Amérique du Nord, d'Amérique centrale et des Caraïbes de course en montagne et trail sont une compétition de course en montagne et trail disputée chaque année depuis 2004 qui désigne un champion.
Ils sont organisés par l'Association d'athlétisme d'Amérique du Nord, d'Amérique centrale et des Caraïbes avec le soutien de l'Association mondiale de course en montagne (WMRA).

## Histoire
Les championnats sont créés en 2004 . La première édition se déroule dans le cadre de la course de montagne de Vail au Colorado. Paul Low et Kelly Ryan sont les premiers champions.
Jusqu'en 2017, seuls les États-Unis, le Canada et le Mexique y prennent part. Un quatrième pays, le Salvador, participe pour la première fois en 2018, puis le Costa Rica en 2019.
L'édition 2020 est initialement prévue le 27 juin dans le cadre du Golden Ultra en Colombie-Britannique. Ce dernier est reporté au 18 septembre en raison de la pandémie de Covid-19 et le nombre de participants limité à 50. Ces conditions rendant impossible la tenue des championnats, ils sont annulés en 2020. Toujours prévus dans le cadre du Golden Ultra, les championnats sont à nouveau annulés en 2021 en raison de la pandémie.
Les championnats sont relancés en 2023 et ajoutent la discipline du trail à l'instar des championnats du monde, d'Europe et d'Amérique du Sud. La 18e édition de l'épreuve a lieu dans le cadre du Beaver Flat 50K couru dans le parc provincial de Saskatchewan Landing (en). Une nouvelle épreuve de 50 kilomètres a lieu en plus de l'épreuve de course en montagne de 10 kilomètres en montée et descente,.
Initialement agendés les 3 et 4 août à Villa del Carbón au Mexique, les championnats 2024 sont annulés.

## Épreuves
À partir de 2023, les championnats offrent deux épreuves. Une épreuve de course en montagne avec un parcours en montée et descente et un trail d'environ 50 km.

## Éditions
| Édition | Année | Lieu                                                      | Pays                                                      | Date                                                      |
| ------- | ----- | --------------------------------------------------------- | --------------------------------------------------------- | --------------------------------------------------------- |
| 1re     | 2004  | Vail, Colorado                                            | États-Unis                                                | 4 juillet                                                 |
| 2e      | 2005  | Vail, Colorado                                            | États-Unis                                                | 4 juin                                                    |
| 3e      | 2006  | Ajijic, Jalisco                                           | Mexique                                                   | 25 juin                                                   |
| 4e      | 2007  | Canmore, Alberta                                          | Canada                                                    | 28 juillet                                                |
| 5e      | 2008  | Tepatitlán de Morelos, Jalisco                            | Mexique                                                   | 5 juillet                                                 |
| 6e      | 2009  | North Conway, New Hampshire                               | États-Unis                                                | 28 juin                                                   |
| 7e      | 2010  | Canmore, Alberta                                          | Canada                                                    | 9 juillet                                                 |
| 8e      | 2011  | Ajijic, Jalisco                                           | Mexique                                                   | 17 juillet                                                |
| 9e      | 2012  | Cypress Mountain, Colombie-Britannique                    | Canada                                                    | 21 juillet                                                |
| 10e     | 2013  | North Conway, New Hampshire                               | États-Unis                                                | 21 juillet                                                |
| 11e     | 2014  | Ajijic, Jalisco                                           | Mexique                                                   | 20 juillet                                                |
| 12e     | 2015  | Cypress Mountain, Colombie-Britannique                    | Canada                                                    | 18 juillet                                                |
| 13e     | 2016  | Tepatitlán de Morelos, Jalisco                            | Mexique                                                   | 10 juillet                                                |
| 14e     | 2017  | Golden, Colombie-Britannique                              | Canada                                                    | 24 septembre                                              |
| 15e     | 2018  | Loon Mountain, New Hampshire                              | États-Unis                                                | 8 juillet                                                 |
| 16e     | 2019  | Tepatitlán de Morelos, Jalisco                            | Mexique                                                   | 20 octobre                                                |
| 17e     | 2020  | Championnats annulés en raison de la pandémie de Covid-19 | Championnats annulés en raison de la pandémie de Covid-19 | Championnats annulés en raison de la pandémie de Covid-19 |
| 17e     | 2021  | Championnats annulés en raison de la pandémie de Covid-19 | Championnats annulés en raison de la pandémie de Covid-19 | Championnats annulés en raison de la pandémie de Covid-19 |
| 18e     | 2023  | Parc provincial de Saskatchewan Landing, Saskatchewan     | Canada                                                    | 16 septembre                                              |
| -       | 2024  | Championnats annulés                                      | Championnats annulés                                      | Championnats annulés                                      |

## Palmarès

### Course en montagne

#### Hommes
| Édition | Or                           | Argent                    | Bronze                         |
| ------- | ---------------------------- | ------------------------- | ------------------------------ |
| 2004    | Paul Low                     | Peter de la Cerda         | Simon Gutierrez                |
| 2005    | Matt Carpenter               | Tim Parr                  | Clint Wells                    |
| 2006    | Ranulfo Sánchez              | Juan Carlos Carera        | Tomás Perez Nava               |
| 2007    | Nick Schuetze                | Eric Blake                | James Nielsen                  |
| 2008    | Juan Carlos Carera           | Ranulfo Sánchez           | Shiloh Mielke                  |
| 2009    | Joe Gray                     | Rickey Gates              | Eric Blake                     |
| 2010    | Joe Gray                     | Taylor Murphy             | Adrian Lambert                 |
| 2011    | Joe Gray                     | Ranulfo Sánchez           | James Gosselin                 |
| 2012    | Joe Gray                     | James Gosselin            | Robert Krar                    |
| 2013    | Joe Gray                     | Max King                  | Glenn Randall                  |
| 2014    | Mario Alberto Ramiro Allende | Enrique Camarena Camberos | Ángel Orlando Quintero Ramírez |
| 2015    | Nick Elson                   | Kristopher Swanson        | Shaun Stephens-Whale           |
| 2016    | Juan Carlos Carera           | Josh Eberly               | Victor Mercado                 |
| 2017    | Juan Carlos Carera           | Mike Popejoy              | Josh Eberly                    |
| 2018    | Joe Gray                     | Andy Wacker               | Mike Popejoy                   |
| 2019    | Andy Wacker                  | Jesús Nava Águila         | Flore Brayan Rodríguez         |
| 2023    | Liam Meirow                  | Justino Luz Coronado      | Jesús Quiroz de la Cruz        |

#### Femmes
| Édition | Or                       | Argent              | Bronze               |
| ------- | ------------------------ | ------------------- | -------------------- |
| 2004    | Kelly Ryan               | Kelli Low           | Rene Frazee          |
| 2005    | Laura Haefeli            | Chris Lundy         | Lisa Isom            |
| 2006    | Federica Villa Márquez   | Daniela Saucedo     | María Elizabeth Vera |
| 2007    | Chris Lundy              | Lisa Goldsmith      | Katrina Driver       |
| 2008    | Kasie Enman              | Laura Flores Dávila | Alison Bryant        |
| 2009    | Chris Lundy              | Brandy Erholtz      | Laura Haefeli        |
| 2010    | Brandy Erholtz           | Megan Lund          | Chris Lundy          |
| 2011    | Maria Dalzot             | Chris Lundy         | Amber Moran          |
| 2012    | Brandy Erholtz           | Amber Moran         | Maria Dalzot         |
| 2013    | Morgan Arritola          | Megan Lizotte       | Amber Reece-Young    |
| 2014    | Brandy Erholtz           | Maria Dalzot        | Chris Lundy          |
| 2015    | Chessa Adsit-Morris      | Megan Roche         | Mandy Ortiz          |
| 2016    | Megan Roche              | Ladia Albertson     | Meggan Franks        |
| 2017    | Susana Bautista Villegas | Megan Roche         | Colleen Wilson       |
| 2018    | Allie McLaughlin         | Citlali Cristian    | Addie Bracy          |
| 2019    | Dani Moreno              | Sam Lewis           | Susana Bautista      |
| 2023    | Gabrielle Orie           | Megan Lacy          | Care Nelson          |

### Trail

#### Hommes
| Édition | Or               | Argent       | Bronze                      |
| ------- | ---------------- | ------------ | --------------------------- |
| 2023    | Chris Balestrini | Adam Sjolund | Miguel Ángel Pérez Alvarado |

#### Femmes
| Édition | Or          | Argent         | Bronze           |
| ------- | ----------- | -------------- | ---------------- |
| 2023    | Sarah Biehl | Shannon Penway | Kristina Randrup |